# Westleigh
Westleigh – wieś i civil parish w Anglii, w Devon, w dystrykcie North Devon. W 2011 civil parish liczyła 308 mieszkańców. Westleigh jest wspomniana w Domesday Book (1086) jako Weslege.